# Staatsregeling van Curaçao
De Staatsregeling van Curaçao is de nationale grondwet van Curaçao. De Staatsregeling van Curaçao werd aangenomen met een meerderheid van 15 tegen 6 stemmen in de eilandsraad van Curaçao op 5 september 2010. De partijen Pueblo Soberano en MAN stemden tegen.
Bij de eerste stemming in juli werd een tweederdemeerderheid niet gehaald, waarna nieuwe verkiezingen voor de eilandsraad werden gehouden op 27 augustus. De nieuw gekozen eilandsraad kon toen met een normale meerderheid de grondwet aannemen.
De grondwet treedt in kracht op 10 oktober 2010, bij de ontmanteling van de Nederlandse Antillen.